# Karnyothrips arizona
Karnyothrips arizona är en insektsart som beskrevs av Ian A. Hood 1939. Karnyothrips arizona ingår i släktet Karnyothrips och familjen rörtripsar. Inga underarter finns listade i Catalogue of Life.